# Apple IIGS

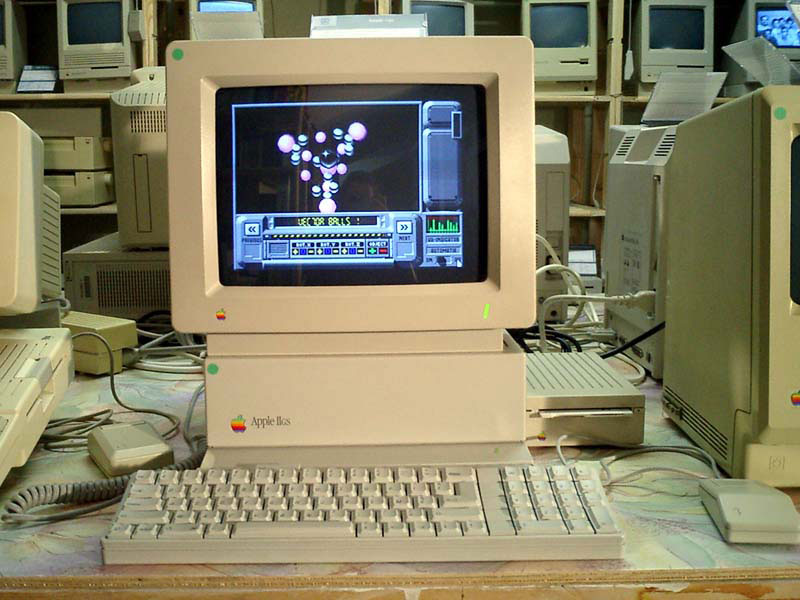
Apple IIGS

Apple IIGS är en 16-bitars dator tillverkad av det amerikanska företaget Apple. Datorn släpptes på marknaden år 1986 och använde sig av processorn 65C816 med en klockfrekvens på 2,8 MHz. Den var bakåtkompatibel med tidigare modeller i Apple II-familjen. Operativsystemet hade ett grafiskt användargränssnitt som påminde om Apple Macintosh. Särskilt i Europa konkurrerade datorn med Atari ST och Amiga.
Apple IIGS hade utökat stöd för fler färger och bättre ljud med ljudkretsar tillverkade av Ensoniq (därav GS, som står för graphics, sound). Denna dator blev under en lång tid den enda som utrustats med dedikerade ljudkretsar som en följd av avtalet mellan Apple Computer och Apple Records att inte verka på varandras marknadsnischer. Datorn var även den första som var utrustad med Apple Desktop Bus, vilket skulle bli standard på kommande datorer från Apple.